# Martin Martini
Martin Martini, né vers 1565-1566 à Zignau, commune de Trun, mort avant le 6 mai 1610 dans le village piémontais de Tassarolo), est un graveur suisse.

## Biographie
Martin Martini est un talentueux graveur sur cuivre, orfèvre et peintre sur verre de l’époque classique, dont les vues de villes, portraits, tableaux de piété et illustrations de livres ont connu un grand succès.
Ayant entrepris un apprentissage dans l’atelier de son beau-père Peter Wegerich, maître monnayeur de Coire, il doit précipitamment quitter cette position en 1591, étant accusé de faux monnayage. Parti d'abord pour Zurich, il s'établit ensuite à Lucerne, où il publie en 1597 une vue urbaine à vol d’oiseau, ainsi qu'un autoportrait et ceux de notables de la ville.
Banni en 1601 pour disputes personnelles, il se rend à Uri, puis à Fribourg, ou il travaille jusqu’en 1609, notamment dans l’atelier du maître monnayeur Etienne Philot. En 1606 et 1608, publie une vue de la ville de Fribourg, en 1609, une autre de la bataille de Morat. Avec son contemporain Gregorius Sickinger, il renouvelle l’art de la gravure sur cuivre dans la région. Tous deux, par leurs vues de villes à vol d’oiseau, préparent le renouvellement de la cartographie et de la géodésique. Martini, en outre s’est également consacré à l’impression d’images de piété et d’illustration des armoiries des élites urbaines de son temps.
Fin 1609, il accède au poste de maître monnayeur du comte Agostino Spinola, à Tassarolo, où il termine sa carrière puis meurt l'année suivante.

## Œuvres
- Vue de la ville de Lucerne, par Martin Martini, 1597
- Vue de la ville de Fribourg, par Martin Martini, 1606[1]

Vue de la ville de Lucerne, par Martin Martini, 1597.
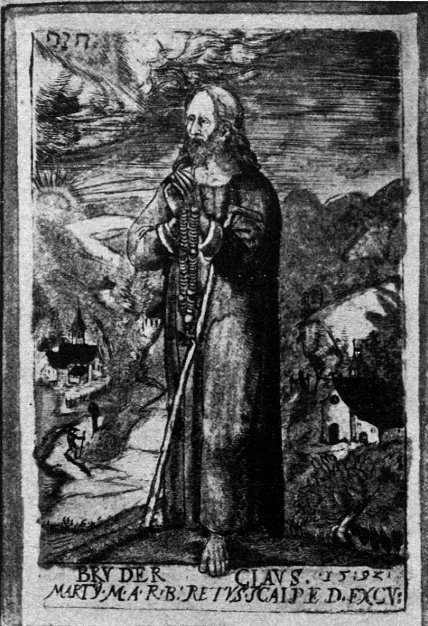
Nicolas de Flüe, gravure de Martin Martini, 1592.Original aux archives du couvent d’Einsiedeln.